# Skate Canada International de 1998
O Skate Canada International de 1998 foi a vigésima quinta edição do Skate Canada International, um evento anual de patinação artística no gelo organizado pelo Skate Canada, e que fez parte do Grand Prix de 1998–99. A competição foi disputada entre os dias 5 de novembro e 8 de novembro, na cidade de Kamloops, Colúmbia Britânica, Canadá.

## Eventos
- Individual masculino
- Individual feminino
- Duplas
- Dança no gelo

## Medalhistas
| Evento                        | Ouro                                      | Prata                                            | Bronze                                        |
| Individual masculino detalhes | Evgeny Plushenko · Rússia                 | Elvis Stojko · Canadá                            | Szabolcs Vidrai · Hungria                     |
| Individual feminino detalhes  | Elena Liashenko · Ucrânia                 | Fumie Suguri · Japão                             | Irina Slutskaya · Rússia                      |
| Duplas detalhes               | Shen Xue · Zhao Hongbo · China            | Maria Petrova · Alexei Tikhonov · Rússia         | Jamie Salé · David Pelletier · Canadá         |
| Dança no gelo detalhes        | Shae-Lynn Bourne · Victor Kraatz · Canadá | Margarita Drobiazko · Povilas Vanagas · Lituânia | Sylwia Nowak · Sebastian Kolasiński · Polônia |

## Resultados

### Individual masculino
| Pos.              | Nome             | Nacionalidade  | Pontos | PC | PL |
| ----------------- | ---------------- | -------------- | ------ | -- | -- |
| Medalha de ouro   | Evgeny Plushenko | Rússia         | 2.0    | 2  | 1  |
| Medalha de prata  | Elvis Stojko     | Canadá         | 2.5    | 1  | 2  |
| Medalha de bronze | Szabolcs Vidrai  | Hungria        | 5.5    | 5  | 3  |
| 4                 | Ivan Dinev       | Bulgária       | 8.0    | 6  | 5  |
| 5                 | Takeshi Honda    | Japão          | 8.5    | 9  | 4  |
| 6                 | Evgeny Pliuta    | Ucrânia        | 8.5    | 3  | 7  |
| 7                 | Jayson Dénommée  | Canadá         | 9.5    | 7  | 6  |
| 8                 | Jeff Langdon     | Canadá         | 11.0   | 4  | 9  |
| 9                 | Michael Hopfes   | Alemanha       | 12.0   | 8  | 8  |
| 10                | Markus Leminen   | Finlândia      | 15.5   | 11 | 10 |
| 11                | Daniel Hollander | Estados Unidos | 16.0   | 10 | 11 |

### Individual feminino
| Pos.              | Nome            | Nacionalidade  | Pontos | PC | PL |
| ----------------- | --------------- | -------------- | ------ | -- | -- |
| Medalha de ouro   | Elena Liashenko | Ucrânia        | 2.0    | 2  | 1  |
| Medalha de prata  | Fumie Suguri    | Japão          | 2.5    | 1  | 2  |
| Medalha de bronze | Irina Slutskaya | Rússia         | 4.5    | 3  | 3  |
| 4                 | Laetitia Hubert | França         | 6.5    | 5  | 4  |
| 5                 | Amber Corwin    | Estados Unidos | 9.0    | 8  | 5  |
| 6                 | Alisa Drei      | Finlândia      | 10.0   | 6  | 7  |
| 7                 | Diána Póth      | Hungria        | 10.0   | 4  | 8  |
| 8                 | Yulia Vorobieva | Azerbaijão     | 10.5   | 9  | 6  |
| 9                 | Zuzana Paurova  | Eslováquia     | 12.5   | 7  | 9  |
| 10                | Keyla Ohs       | Canadá         | 15.0   | 10 | 10 |
| 11                | Zoe Jones       | Reino Unido    | 16.5   | 11 | 11 |

### Duplas
| Pos.              | Nome                                    | Nacionalidade    | Pontos | PC | PL |
| ----------------- | --------------------------------------- | ---------------- | ------ | -- | -- |
| Medalha de ouro   | Shen Xue / Zhao Hongbo                  | China            | 1.5    | 1  | 1  |
| Medalha de prata  | Maria Petrova / Alexei Tikhonov         | Rússia           | 3.5    | 3  | 2  |
| Medalha de bronze | Jamie Salé / David Pelletier            | Canadá           | 4.0    | 2  | 3  |
| 4                 | Kristy Sargeant / Kris Wirtz            | Canadá           | 6.0    | 4  | 4  |
| 5                 | Marie-Claude Savard-Gagnon / Luc Bradet | Canadá           | 7.5    | 5  | 5  |
| 6                 | Kateřina Beránková / Otto Dlabola       | República Tcheca | 9.0    | 6  | 6  |
| 7                 | Heather Allebach / Matthew Evers        | Estados Unidos   | 10.5   | 7  | 7  |
| 8                 | Marsha Pouliaschenko / Andrew Seabrook  | Reino Unido      | 12.0   | 8  | 8  |

### Dança no gelo
| Pos.              | Nome                                    | Nacionalidade  | Pontos | DC | DO | DL |
| ----------------- | --------------------------------------- | -------------- | ------ | -- | -- | -- |
| Medalha de ouro   | Shae-Lynn Bourne / Victor Kraatz        | Canadá         | 2.0    | 1  | 1  | 1  |
| Medalha de prata  | Margarita Drobiazko / Povilas Vanagas   | Lituânia       | 4.0    | 2  | 2  | 2  |
| Medalha de bronze | Sylwia Nowak / Sebastian Kolasiński     | Polônia        | 6.0    | 3  | 3  | 3  |
| 4                 | Elena Grushina / Ruslan Goncharov       | Ucrânia        | 8.0    | 4  | 4  | 4  |
| 5                 | Albena Denkova / Maxim Staviyski        | Bulgária       | 10.0   | 5  | 5  | 5  |
| 6                 | Olga Sharutenko / Dmitri Naumkin        | Rússia         | 13.0   | 7  | 7  | 6  |
| 7                 | Isabelle Delobel / Olivier Schoenfelder | França         | 13.0   | 6  | 6  | 7  |
| 8                 | Debbie Koegei / Oleg Fediukov           | Estados Unidos | 16.0   | 8  | 8  | 8  |
| 9                 | Megan Wing / Aaron Lowe                 | Canadá         | 18.0   | 9  | 9  | 9  |
| 10                | Kornelia Barany / Andras Rosnik         | Hungria        | 21.0   | 11 | 11 | 10 |
| 11                | Charlotte Clements / Gary Shortland     | Reino Unido    | 21.0   | 10 | 10 | 11 |
| 12                | Nozomi Watanabe / Akiyuki Kido          | Japão          | 24.0   | 12 | 12 | 12 |

## Quadro de medalhas
| Ordem | País     | Medalha de ouro | Medalha de prata | Medalha de bronze |    | Ordem por total |
| ----- | -------- | --------------- | ---------------- | ----------------- | -- | --------------- |
| 1     | Canadá   | 1               | 1                | 1                 | 3  | 1               |
| 1     | Rússia   | 1               | 1                | 1                 | 3  | 1               |
| 3     | China    | 1               |                  |                   | 1  | 3               |
| 3     | Ucrânia  | 1               |                  |                   | 1  | 3               |
| 5     | Japão    |                 | 1                |                   | 1  | 3               |
| 5     | Lituânia |                 | 1                |                   | 1  | 3               |
| 7     | Hungria  |                 |                  | 1                 | 1  | 3               |
| 7     | Polônia  |                 |                  | 1                 | 1  | 3               |
| TOTAL | TOTAL    | 4               | 4                | 4                 | 12 | —               |